# 沖縄市陸上競技場
沖縄市陸上競技場（おきなわしりくじょうきょうぎじょう）は、沖縄県沖縄市のコザ運動公園（沖縄市総合運動場）にある陸上競技場。球技場としても使用される。施設は沖縄市が所有し、おきなわスポーツイノベーション協会株式会社が指定管理者として運営管理を行っている。

## 概要
1973年、前年（1972年）の沖縄県の日本本土復帰を記念して開催された復帰記念沖縄特別国民体育大会（若夏国体）の開催を記念して建設され、陸上競技やサッカー、ラグビーなどのスポーツ大会や、沖縄全島エイサーまつりの会場としても使用されている。
2008年に施設の老朽化が進んだため、メインスタンドやトラックの全面改修を行い、日本陸上競技連盟公認第1種競技場の指定を受けた。

## 施設
- 日本陸上競技連盟第2種公認
- トラック：全天候舗装、400 m×8レーン
- 収容人員　13,400人（メインスタンド：座席、バック～サイドスタンド：芝生席）
- 照明　6基（鉄塔式）
- スコアボード・電光表示板なし
- 付属施設として「沖縄市サブトラック兼ソフトボール場」（陸上競技・サッカー・ラグビーのほか、ソフトボール・軟式野球に使用可能）がある。

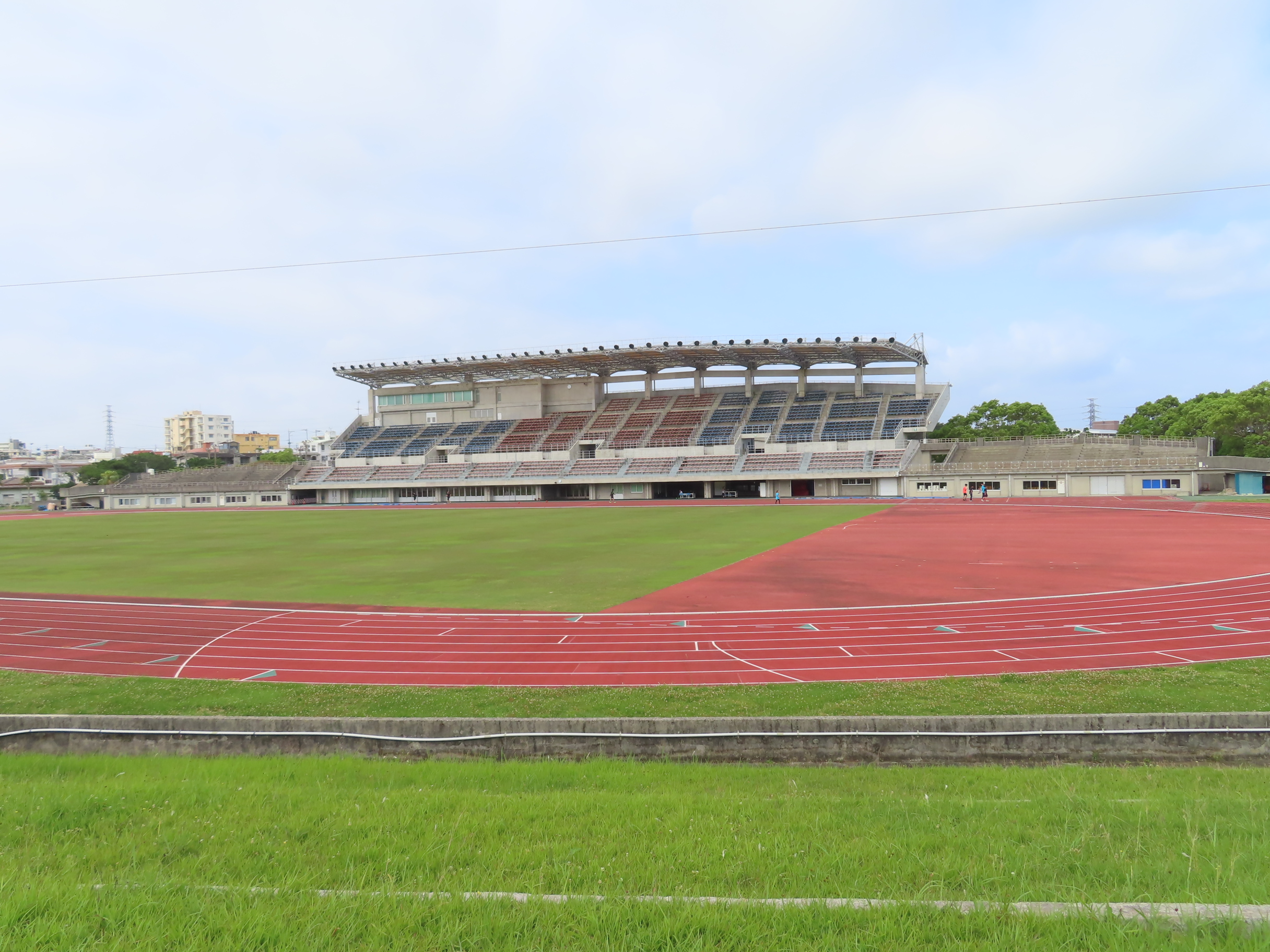
陸上競技場内部

## アクセス

### バス
- 那覇空港・旭町（那覇バスターミナル向かい）よりバス113番具志川行き（具志川空港線）で「市運動公園前」下車（日曜・休日は運休）
- 那覇空港・旭町よりバス111番名護行きで沖縄南インター下車。
- 那覇バスターミナルよりバス23・27・31・63・77・90番で「園田」（そんだ）下車、徒歩10分[2]

### 自動車
- 沖縄自動車道・沖縄南インターチェンジより1分。
- J3リーグ開催時は、コザ運動公園内のほか沖縄市役所駐車場、翔南病院前貸しイベント広場を利用可能で、スタジアムへ無料シャトルバスが運行される。

## 周辺施設
- 沖縄市野球場（コザしんきんスタジアム）
- 沖縄市サッカー場